# Murta-do-mato
Murta-do-mato, também conhecida como quina, quina-branca, quina-de-dom-diogo, quina-de-pernambuco, quina-do-pará, quina-do-piauí, quina-quina, quineira e outros, refere-se à rubiácea Coutarea hexandra (Jacq.) K. Schum.
Árvore baixa de tronco tortuoso e copa globosa, com inflorescência rósea em panícula e sendo seu fruto cápsula deiscente com sementes aladas membranosas, é planta bastante ornamental, sendo usada em paisageismo.
Nativa do Brasil, de partes úmidas da Amazônia e Mata Atlântica, ocorre am várzeas aluviais da floresta pluvial e da latifoliada semidecídua, em várias regiões do país.
Explorada intensamente por seu uso medicinal, é hoje árvore rara.
Substitui a quina verdadeira. A casca é tônica e amarga, e usada em outros países contra febre intermitente, malária, paludismo, feridas e inflamações. A casca inferior age contra cálculos biliares e as cólicas deles decorrentes.
Estudos farmacológicos atestam parte desses usos etnobotânicos.